# Họa Tam Vũ
Họa Tam Vũ (tiếng Trung: 三武之禍, bính âm: sān wǔ zhī huò) hay Tam Vũ Diệt Phật (tiếng Trung: 三武滅佛) là ba cuộc đàn áp chống lại Phật giáo trong lịch sử Trung quốc. Nó đã được đặt tên như vậy bởi vì các thụy hiệu hay miếu hiệu của tất cả ba hoàng đế thực hiện vụ đàn áp đều có chữ Vũ(武) 

## Pháp nạn Đầu Tiên
Pháp nạn đầu tiên bắt đầu năm 446, khi Bắc Ngụy Thái Vũ Đế, một người sùng Đạo giáo, đã chiến đấu chống Hung Nô trong nổi loạn Cái Ngô (蓋吳). Trong các chiến dịch, vũ khí của cuộc nổi loạn đã được đặt trong các ngôi chùa Phật giáo, và vì thế, hoàng đế tin rằng Phật giáo đã chống lại mình. Với sự khuyến khích từ Tể tướng Thôi Hạo, ông ra lệnh bãi bỏ Phật giáo, xử tử những Phật tử trong vùng Quan Trung, khu vực trung tâm của cuộc nổi loạn. Lệnh cấm đối với Phật giáo đã được thoải mái trong những năm sau, và chính thức kết thúc sau khi cháu trai của ông là Bắc Ngụy Văn Thành Đế, một tín đồ đạo Phật, lên ngôi năm 452.

## Pháp nạn Thứ Hai
Pháp nạn thứ hai  đã được thực hiện trong hai lần riêng rẽ, một vào năm 574 và một trong năm 577, khi Bắc Chu Vũ Đế cấm cả Phật giáo và Đạo giáo, bởi vì ông tin rằng họ đã trở nên quá giàu có và quyền lực. Ông ta ra lệnh cho các thầy tu của cả hai tôn giáo trở về cuộc sống bình thường giúp cung cấp thêm nhân lực cho quân đội và nền kinh tế. So với thảm họa đầu tiên, lần thứ hai là tương đối không đổ máu. Rất khó để biết thời gian Pháp nạn kết thúc nhưng có lẽ vào lúc con trai ông, Bắc Chu Tuyên Đế lên ngôi năm 578.

## Pháp nạn Thứ Ba
Pháp nạn thứ ba bắt đầu năm 845, khi Đường Vũ Tông một người sùng đạo Đạo giáo ra lệnh phá hủy các ngôi chùa và bức tượng Phật và tịch thu tài sản của họ vào ngân khố. Lệnh cấm không phải là một lệnh cấm hoàn toàn, hai ngôi chùa được phép trong cả thủ đô chính Trường An và thành Lạc Dương, các thành phố lớn và vùng phụ cận được phép để duy trì một ngôi chùa không nhiều hơn 20 nhà sư. Hơn 4.600 ngôi đền đã bị phá hủy trên toàn Trung Quốc, hơn 260.000 nhà sư và nữ tu, đã bị buộc phải trở lại với cuộc sống bình thường. Thảm họa không chỉ ảnh hưởng có đạo Phật, mà cả Cảnh giáo và Hỏa giáo. Do niên hiệu Đường Vũ Tông trị vì là “Hội Xương” nên sự kiện diệt Phật của ông ta được các nhà viết sử Phật giáo Trung Quốc xưng là “Pháp nạn Hội Xương”. Sau cái chết của ông, Đường Tuyên Tông, chú của ông lên ngôi năm 846 thì pháp nạn kết thúc.